# Květuše Sgallová
Květuše Sgallová, rodným jménem Květuše Hofbauerová (* 10. srpna 1929 Kolín), je česká literární historička a bohemistka.

## Život
V letech 1948–1952 vystudovala bohemistiku a literární vědu na Filosofické fakultě Univerzity Karlovy. Po ukončení studia pracovala jako asistentka a odborná asistentka na katedře české literatury a literární vědy Filosofické fakulty UK. Zabývala se především poesií 19. století. Obhájila kandidátskou práci s názvem Český deklamační verš v obrozenské literatuře, která vyšla knižně v roce 1967. V době normalizace byla donucena odejít z filosofické fakulty a od roku 1975 pracovala jako knihovnice na Vysoké škole chemicko-technologické.
Je členkou Obce spisovatelů.

## Spisy
- Český deklamační verš v obrozenské literatuře, Praha: Univerzita Karlova, 1967.
- ČERVENKA, Miroslav; SGALLOVÁ, Květa. Z večerní školy versologie III. Praha: Ústav pro českou literaturu Akademie věd ČR, 1995. 183 s. ISBN 80-85778-12-2.
- SGALLOVÁ, Květa; KROUPA, Jiří. O umění básnickém a dramatickém. Praha: KLP-Koniasch Latin Press, 1997. 287 s. ISBN 80-85917-31-9.
- ČERVENKA, Miroslav; SGALLOVÁ, Květa. Kapitoly o českém verši. Praha: Karolinum, 2006. 283 s. ISBN 80-246-1274-7.

### Časopisecké příspěvky
- SGALLOVÁ, Květa. O versologii diskutujme věcně. Aluze : revue pro literaturu, filosofii a jiné. 2011, čís. 1, s. 76–77. Dostupné v archivu pořízeném dne 2015-10-10. ISSN 1212-5547. Archivováno 10. 10. 2015 na Wayback Machine.

### Editor
- Literárně teoretické texty, Praha : SPN, 1972, 242 s.